# Universiteit Bordeaux-Montaigne
De Universiteit Bordeaux-Montaigne (Université Bordeaux Montaigne, voorheen Université Michel-de-Montaigne - Bordeaux-III) 
is een universiteit gevestigd in de agglomeratie van de Franse stad Bordeaux. De universiteit is in 1971 voortgekomen uit de Universiteit van Bordeaux, die toen in 4 delen werd gesplitst, en is niet betrokken bij de fusie van de andere 3 delen in 2014.
De Universiteit Bordeaux-Montaigne richt zich op de kunsten, letteren, geschiedenis, geografie, urbanisme, communicatie en journalistiek. Ze is met 15 duizend studenten de tweede en kleinste universiteit van Bordeaux.